# Minami-za
Il Minami-za è il principale teatro kabuki di Kyoto, in Giappone.
Fu originariamente fondato nel 1610 mentre l'attuale edificio fu inaugurato nel 1929 e ha una capacità di 1086 posti a sedere.